# Salmo 151

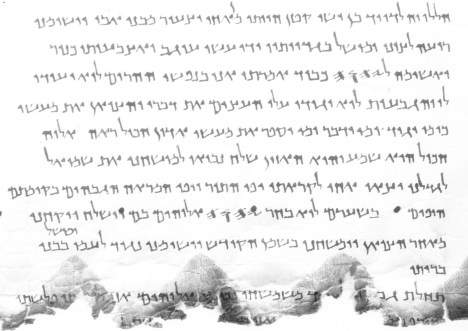
Manuscrito de 11Q5.

Salmo 151 es el nombre y número con que se conoce un breve salmo encontrado en varias copias de la Septuaginta, aunque no en el texto masorético de la Tanaj. El título dado a este salmo en la Septuaginta indica su naturaleza supernumeraria, pues no se le asigna allí un número específico. Con base en estos hechos, durante muchos siglos se pensó que se trataba de una adición propia del texto griego. Sin embargo, hoy se cuenta con versiones hebreas de este salmo que fueron conservadas en Qumrán, en los llamados rollos del Mar Muerto.

## Canonicidad
Actualmente es reconocido como parte del canon bíblico por las iglesias ortodoxas y ortodoxas orientales, aunque no por católicos, judíos y protestantes, salvo en el Breviario de la  Liturgia Mozárabe. Sin embargo, se incluye, a veces como apéndice, en al menos algunas Biblias ecuménicas, protestantes o católicas, tales como ediciones de la Biblia Septuaginta griega, de la Biblia Vulgata latina, así como en versiones basadas en las mismas.

## Composición
Durante mucho tiempo se creyó que el 151 fue compuesto en griego por los compiladores de la Septuaginta, pero evidencias de su origen hebreo fueron encontradas en Qumrán. Un pergamino (11QPSa), datado en el siglo I, incluye dos pequeños salmos que los peritos consideran que fueron la base del 151. En uno de esos salmos en hebreo, conocido como 151a, están los cinco primeros versículos del salmo griego 151 y una antesala a los siguientes, mientras que los dos versículos siguientes derivan del151b. Aunque el texto griego es más breve, la procedencia desde los originales hebreos es evidente.

## Resumen
El título del salmo proclama la autoría de David. Relata cómo David era el menor de sus hermanos, apenas un pastor que fabricaba con sus manos instrumentos musicales, pero Dios lo escogió, por lo que Samuel lo ungió rey. Luego celebra el éxito de su batalla contra Goliat y cómo, tras matarlo, lo degolló con la propia espada.